# Riflessi conseguenti
Riflessi conseguenti è il primo album dei Detonazione pubblicato dalla Tunnel Records nel 1984..

## Tracce
Lato A
1. Riflessi conseguenti
2. Tempo

Lato B
1. Spazio
2. Grigia miseria (Parte II)
3. Assenza di ideali
4. I Don't Wanna Be (Parte II)